# Jacques Riparelli
Jacques Riparelli (né le 27 mars 1983 à Yaoundé (Cameroun)) est un athlète italien, spécialiste du sprint. Il appartient au club de l'Aeronautica militare. 1,83 m pour 75 kg. Sélectionné pour les Jeux olympiques de Pékin en 2008. Son entraîneur est Adriano Benedetti.

## Biographie
Jacques Riparelli a réalisé 10 s 25 (16e temps européen de l'année 2007) le 9 juin à Genève (10e meilleur temps italien de tous les temps). De père italien et de mère camerounaise, il habite en Italie depuis l'âge de quatre ans (mais a effectué son cours moyen au Mali avant de s'installer définitivement, à la mort de son père et alors qu'il avait douze ans, chez ses grands-parents paternels à Padoue où il a commencé l'athlétisme). Son record est de 10 s 23 à Pergine Valsugana et le 13 juillet 2011, il réalise 10 s 24 (vent + 0,3 m/s) à Dorgali. Il confirme cette performance deux mois après au meeting de Rovereto (10 s 24) et établit peu après à Bellinzone un 10 s 26 devant Emanuele Di Gregorio et Michael Tumi.
En juin 2012, il réalise 10 s 24 ce qui lui permet de se qualifier à titre individuel pour les Championnats d'Europe d'athlétisme 2012 à Helsinki, où il ne se qualifie pas pour la finale. Peu après, en séries des championnats nationaux, il court le 100 m en 10 s 27 pour porter ensuite son record à 10 s 21 à Nembro le 10 juillet 2012. Le 1er juillet 2015, il établit la meilleure performance italienne de l'année à Nembro en 10 s 26. Le 5 juillet 2015 à La Chaux-de-Fonds, il porte son record à 10 s 11, en terminant 3e d'une série, derrière Henricho Bruintjies et Kemar Hyman, ce dernier avec le même temps que lui.

## Palmarès

### Championnats du monde d'athlétisme
- Championnats du monde d'athlétisme de 2007 à Osaka ( Japon) 
  - 4e sur 4 x 100 m (demi-finale) en 38 s 81, deuxième meilleur temps de la saison pour l'Italie.